# Могучие рейнджеры: Потерянная галактика
Могучие рейнджеры: Потерянная галактика (англ. Power Rangers Lost Galaxy) — седьмой сезон популярного американского телесериала «Могучие рейнджеры», основанный на двадцать втором сезоне японского телесериала «Super Sentai». «Отряд Звёздных Зверей — Гингаманы».
Этот сезон стал своего рода промежуточным в сериале — он стал первым сезоном, начиная с которого американцы стали придерживаться традиции японцев использовать одну команду рейнджеров и общий сюжет только в рамках одного сезона, хотя в данном сезоне присутствуют персонажи из предыдущих сезонов.  Также это первый сезон, с которого началась традиция делать серии-кроссоверы между командой рейнджеров из действующего сезона и командой рейнджеров из предыдущего.

## Сюжет
После того как Космические Рейнджеры уничтожили Федерацию Зла, земляне запустили глобальную программу, целью которой стал поиск новых миров и дальнейшая их колонизация людьми. Для этого была создана огромная высокотехнологичная космическая станция Терра Венча. В этом историческом событии желают принять участие тысячи жителей Земли, один из которых — Лео Корбетт. Однако молодой человек не может легально попасть на борт станции из-за отсутствия требуемых документов. Но это обстоятельство нисколько не смущает Лео, и он украдкой проникает на станцию. Затем, по недоразумению Лео, вместе со служащими на Терра Венче Кэндрикс, Каем и своим старшим братом Майком, оказывается на подготовительных военных учениях на Луне. Во время тренировки неожиданно возникает межпространственный портал, из которого выбегает незнакомка, преследуемая антропоморфными монстрами-насекомыми. В дальнейшем выясняется, что девушка является жительницей далёкой планеты Миринойя, на которую напала армия жалокрылов во главе с Фурио. Их целью стали Квазар-сабли — легендарные артефакты, обладателями которых могут стать пять героев, избранных для защиты Вселенной от зла. Майк отдаёт распоряжение Каю вернуться вместе с Лео на станцию, а сам вместе с Кэндрикс отправляется через портал на помощь Майе. Однако Лео не собирается слушаться своего старшего брата и бежит вслед за ними. Тем временем, возвращающийся на Терра Венче Кай корит себя за то, что бросил друзей в опасности. После непродолжительных раздумий, он находит способ, как можно добраться до портала в Миринойю. Этим способом становится Астро Мегакорабль Космических Рейнджеров, превращённый после победы над Астронемой в музей. Каю удаётся уговорить местного афромеханика Деймона встать за штурвал корабля, и оба новоиспечённых приятеля благополучно добираются до Миринойи. Затем они встречают ранее прибывших на планету Майка, Кэндрикс, Лео и Майю и вместе пытаются защитить местных жителей от злобных захватчиков. Во время потасовки герои, кроме Лео, случайно вытаскивают из камня пять квазар-сабель. Этот факт приводит Фурио в бешенство, и он, с помощью своего меча, вызывает трещину в литосфере планеты. Образуется пропасть, в которую падает Майк, успевший передать перед этим свою Квазар-саблю брату. Потрясенные произошедшим герои решают воспользоваться легендарной Силой сабель и превращаются в Галактических Рейнджеров. Лео становится красным, Кай — синим, Деймон — зелёным, Майя — жёлтым, а Кэндрикс — розовым рейнджером. Вместе ребята дают отпор Жалокрылам. Но запущенное Фурио заклятье на окаменение планеты вынуждает рейнджеров вернуться назад на Терра Венчу. Однако это было только началом истории галактических рейнджеров. В дальнейшем их ждут новые приключения в глубинах космоса, сражения с многочисленными злодеями и, конечно же, открытие новых миров на просторах нашей необъятной Вселенной.

## Персонажи

### Рейнджеры
- Лео Корбетт — Красный Галактический Рейнджер. Роль играет Дэнни Славин.
- Деймон Хэндерсон — Зелёный Галактический Рейнджер. Роль играет Регги Ролл.
- Кай Чен — Синий Галактический Рейнджер. Роль играет Арчи Као.
- Майя — Жёлтый Галактический Рейнджер и единственная в Галактическом отряде, кто родом не с Земли. Ее родная планета — Миринойя. Роль играет Серина Винсент.
- Кэндрикс Морган — Розовый Галактический Рейнджер. Роль играет Валери Вернон.
- Карон — Розовый Галактический Рейнджер № 2. Роль играет Мелоди Перкинс.
- Майк Корбетт — Магна-Защитник. Роль играет Рассел Лоуренс.

### Союзники
- Альфа-6 — робот-помощник Рейнджеров. Роль озвучивает Катерина Лючани.
- Д. Е. К. А. — ИИ Астро Мега-корабля. Роль озвучивает Джули Маддалена.
- Магна-защитник — Таинственный воин древности. Роль озвучивает Керриган Махан.

### Космические Рейнджеры
- Андрос — Красный Космический Рейнджер. Роль играет Кристофер Кейман Ли.
- Карлос Валерте — Чёрный Космический Рейнджер. Роль играет Роджер Веласко.
- Теодор Джей «Ти Джей» Джарвис Джонсон — Синий Космический Рейнджер. Роль играет Селвин Уорд.
- Эшли Хаммонд — Жёлтый Космический Рейнджер. Роль играет Трейси Линн Круз.
- Кэсси Чен — Розовый Космический Рейнджер. Роль играет Патрисия Джа Ли.

### Антагонисты

#### Империя насекомых
- Скорпиус — лидер группировки пришельцев, он явился он из глубин Галактики, и его цель — захватить могущественные артефакты Галактики, чтобы затем покорить ее. Роль озвучивает Ким Штраус.
- Тракина — злобная дочь Скорпиуса, нравом вся в папашу. Роль играет Эми Миллер.
- Фурио — самый первый по времени генерал Скорпиуса. Роль озвучивает Том Уайнер
- Тричерон — старый враг Магна-Защитника и второй генерал Скорпиуса, ставший им взамен Фурио. Роль озвучивает Дерек Стивен Принц.
- Девиот — злодей и искатель приключений, жадный до власти, который печется исключительно о своих интересах. Роль озвучивает Боб Папенбрук.
- Вилламакс — верный последователь Тракины. Роль озвучивает Дэвид Лодж.
- Кеглер — старинный друг и информатор Вилламакса. Роль озвучивает Ричард Кансино.
- Жалокрылы — солдаты армии Скорпиуса.

#### Космические пираты
- Капитан Мутини — главный злодей и пират в Потерянной Галактике. Роль озвучивает Майк Рейнолдс.
- Барбаракс — уродливый и злобный варвар, 1-й лейтенант Капитана Мутини. Роль озвучивает Ричард Эпкар.
- Гексуба — колдунья команды Капитана Мутини. Роль озвучивает Райиа Бароуди.
- Свабы — солдаты Капитана Мутини. В их задачи входят охрана его лагерей для рабов и Замка Капитана, а также участие в новых набегах.

### Прочие персонажи
- Командор Стэнтон — капитан Терра Венчи. Руководит на станции Терра Венча всеми ее навигационными и техническими службами, а также является главой Службы Безопасности. Роль играет Том Уайт.
- Высший Командор Ренье — верховный руководитель всей станцит Терра Венча. Роль играет Бетти Хэнкинс
- Профессор Феноменус и Балк — Эти двое оставили Скалла на Земле, но сами прибыли на Терра Венчу, где теперь подрабатывают в кафе «Комета». Роли играют Пол Шрайер и Джек Баннинг.

## Эпизоды
| № общий | № в сезоне | Название                                                           | Режиссёр        | Автор сценария             | Дата премьеры    |
| ------- | ---------- | ------------------------------------------------------------------ | --------------- | -------------------------- | ---------------- |
| 294     | 1          | «Поиски Квазаров, часть 1» «Quasar Quest, Part I»                  | Джонатан Тзачер | Джудд Линн                 | 6 февраля 1999   |
| 295     | 2          | «Поиски Квазаров, часть 2» «Quasar Quest, Part II»                 | Джонатан Тзачер | Джудд Линн                 | 13 февраля 1999  |
| 296     | 3          | «Рейнджеры спешат на помощь» «Race to the Rescue»                  | Уорт Китер      | Джудд Линн                 | 20 февраля 1999  |
| 297     | 4          | «Новобранец» «Rookie in Red»                                       | Уорт Китер      | Джудд Линн                 | 27 февраля 1999  |
| 298     | 5          | «Ностальгия» «Homesick»                                            | Блэр Трэ        | Джудд Линн                 | 6 марта 1999     |
| 299     | 6          | «Огни Ориона» «The Lights of Orion»                                | Блэр Трэ        | Джудд Линн и Джеки Маршан  | 13 марта 1999    |
| 300     | 7          | «Двойная нагрузка» «Double Duty»                                   | Блэр Трэ        | Джудд Линн                 | 20 марта 1999    |
| 301     | 8          | «Голубой взрыв» «The Blue Crush»                                   | Блэр Трэ        | Джудд Линн                 | 27 марта 1999    |
| 302     | 9          | «Возвращение защитника» «The Magna Defender»                       | Коити Сакамото  | Карлтон Холдер             | 3 апреля 1999    |
| 303     | 10         | «Солнечные цветы» «The Sunflower Search»                           | Рюта Тадзаки    | Джилл Доннеллан            | 10 апреля 1999   |
| 304     | 11         | «Тихий сон» «Silent Sleep»                                         | Блэр Трэ        | Джилл Доннеллан            | 17 апреля 1999   |
| 305     | 12         | «Восхождение Ориона» «Orion Rising»                                | Рюта Тадзаки    | Денис Скиннер              | 1 мая 1999       |
| 306     | 13         | «Возвращение Ориона» «Orion Returns»                               | Рюта Тадзаки    | Джудд Линн и Джеки Маршан  | 8 мая 1999       |
| 307     | 14         | «Атака акул» «Shark Attack»                                        | Рюта Тадзаки    | Джудд Линн и Джеки Маршан  | 15 мая 1999      |
| 308     | 15         | «День освобождения» «Redemption Day»                               | Рюта Тадзаки    | Джудд Линн и Джеки Маршан  | 22 мая 1999      |
| 309     | 16         | «Приговорён к величию» «Destined for Greatness»                    | Рюта Тадзаки    | Джудд Линн                 | 25 сентября 1999 |
| 310     | 17         | «Украденная красота» «Stolen Beauty»                               | Рюта Тадзаки    | Джудд Линн                 | 2 октября 1999   |
| 311     | 18         | «Спасательная экспедиция» «The Rescue Mission»                     | Стив Ванг       | Джудд Линн                 | 9 октября 1999   |
| 312     | 19         | «Вернуть Галактозверей, часть 1» «The Lost Galactabeasts, Part I»  | Рюта Тадзаки    | Джудд Линн                 | 16 октября 1999  |
| 313     | 20         | «Вернуть Галактозверей, часть 2» «The Lost Galactabeasts, Part II» | Рюта Тадзаки    | Джудд Линн                 | 22 октября 1999  |
| 314     | 21         | «Кто унаследует трон» «Heir to the Throne»                         | Джонатан Тзачер | Джудд Линн                 | 23 октября 1999  |
| 315     | 22         | «Жестокая игра» «An Evil Game»                                     | Коити Сакамото  | Джудд Линн                 | 25 октября 1999  |
| 316     | 23         | «Память о Миринойе» «Memories of Mirinoi»                          | Джим Мэтерс     | Джудд Линн                 | 26 октября 1999  |
| 317     | 24         | «Беспредельное мужество» «Green Courage»                           | Рюта Тадзаки    | Джилл Доннеллан            | 27 октября 1999  |
| 318     | 25         | «Испытание» «Blue to the Test»                                     | Рюта Тадзаки    | Джудд Линн                 | 28 октября 1999  |
| 319     | 26         | «Гонки на выживание» «Mean Wheels Mantis»                          | Уорт Китер      | Джудд Линн                 | 29 октября 1999  |
| 320     | 27         | «Последняя битва Лоякса» «Loyax' Last Battle»                      | Уорт Китер      | Джудд Линн                 | 1 ноября 1999    |
| 321     | 28         | «Любовь в красном» «A Red Romance»                                 | Коити Сакамото  | Джудд Линн                 | 2 ноября 1999    |
| 322     | 29         | «Камелиак-воин» «The Chameliac Warrior»                            | Рюта Тадзаки    | Джудд Линн                 | 3 ноября 1999    |
| 323     | 30         | «Сильней во сто крат» «To the Tenth Power»                         | Рюта Тадзаки    | Джудд Линн                 | 4 ноября 1999    |
| 324     | 31         | «Сила розового» «The Power of Pink»                                | Рюта Тадзаки    | Джудд Линн                 | 5 ноября 1999    |
| 325     | 32         | «Защитить Квазар-саблю» «Protect the Quasar Saber»                 | Джонатан Тзачер | Джудд Линн                 | 8 ноября 1999    |
| 326     | 33         | «Встреча с прошлым» «Facing the Past»                              | Коити Сакамото  | Джудд Линн                 | 9 ноября 1999    |
| 327     | 34         | «Сделай погромче» «Turn up the Volume»                             | Коити Сакамото  | Джеки Маршан               | 10 ноября 1999   |
| 328     | 35         | «Двери в Потерянную галактику» «Enter the Lost Galaxy»             | Джонатан Тзачер | Джудд Линн                 | 11 ноября 1999   |
| 329     | 36         | «Осторожно, Мутини» «Beware the Mutiny»                            | Рюта Тадзаки    | Джудд Линн                 | 12 ноября 1999   |
| 330     | 37         | «Чудовище на свободе» «Grunchor on the Loose»                      | Рюта Тадзаки    | Джудд Линн                 | 15 ноября 1999   |
| 331     | 38         | «До заката» «Until Sunset»                                         | Коити Сакамото  | Джудд Линн                 | 16 ноября 1999   |
| 332     | 39         | «Битва во сне» «Dream Battle»                                      | Уорт Китер      | Джилл Доннеллан            | 17 ноября 1999   |
| 333     | 40         | «Кладбище Гексубы» «Hexuba's Graveyard»                            | Уорт Китер      | Джудд Линн и Денис Скиннер | 18 ноября 1999   |
| 334     | 41         | «Битва с Титанозавром» «Raise the Titanisaur»                      | Джудд Линн      | Джудд Линн                 | 19 ноября 1999   |
| 335     | 42         | «Бегство из Потерянной галактики» «Escape the Lost Galaxy»         | Джудд Линн      | Джудд Линн                 | 3 декабря 1999   |
| 336     | 43         | «Конец путешествия, часть 1» «Journey's End, Part I»               | Рюта Тадзаки    | Джудд Линн                 | 16 декабря 1999  |
| 337     | 44         | «Конец путешествия, часть 2» «Journey's End, Part II»              | Рюта Тадзаки    | Джудд Линн                 | 17 декабря 1999  |
| 338     | 45         | «Конец путешествия, часть 3» «Journey's End, Part III»             | Рюта Тадзаки    | Джудд Линн                 | 18 декабря 1999  |